# 經濟部所屬事業機構新進職員甄試

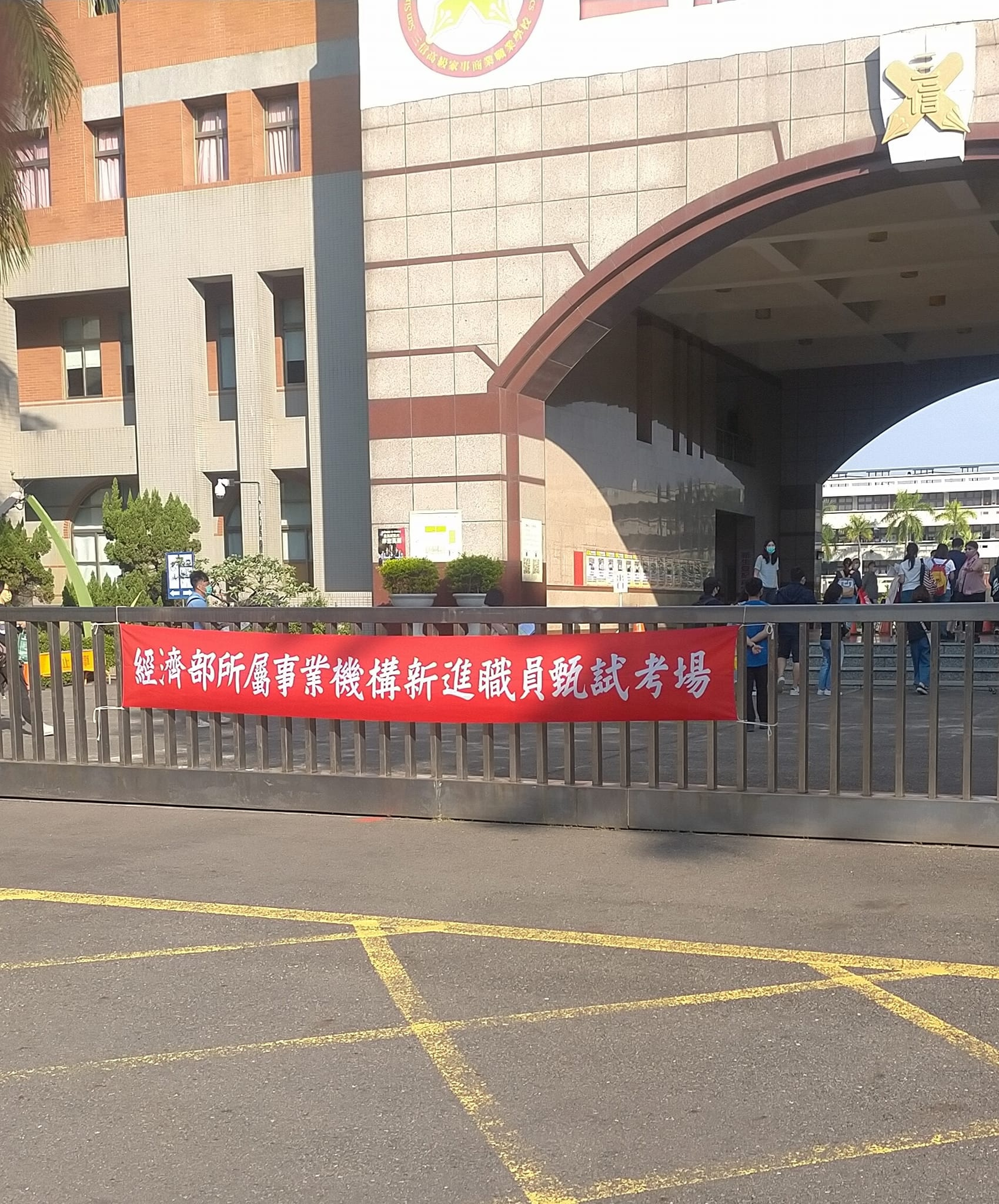
2022年10月23日經濟部所屬事業機構新進職員甄試考場紅布條（拍攝於三信家商）

經濟部所屬事業機構新進職員甄試是指中華民國經濟部旗下所屬單位台灣糖業公司、台灣電力公司、台灣中油和台灣自來水公司定期舉辦之新進職員甄試招考，通常是由經濟部獨自辦理。一般會分成兩階段甄試，分別是第一試筆試（台北、台中、高雄、花蓮4個考區同時舉行）和第二試口試、體能測驗辦理。

## 外部連結
- 經濟部所屬事業機構新進職員甄試網站 首頁 （页面存档备份，存于）